# Spermacoce congestanthera
Spermacoce congestanthera är en måreväxtart som beskrevs av Harwood. Spermacoce congestanthera ingår i släktet Spermacoce och familjen måreväxter. Inga underarter finns listade i Catalogue of Life.